# Будівництво 105 і ВТТ
Будівництво 105 і ВТТ — підрозділ системи виправно-трудових установ СРСР, оперативне керування якого здійснювало Головне Управління таборів залізничного будівництва (ГУЛЖДС).
Час існування: організований 19.01.40; закритий 30.01.41.
Дислокація: Мурманська область, ст. Кандалакша, з 19.01.40 — принаймні до 17.10.40, сел. Алакуртті на 30.01.41.

## Історія
Головним призначенням було будівництво залізничної лінії по трасі Руч'ї Карельські — Алакурті — Куоярві (залізнична лінія № 105). Чисельність ув'язнених в травні того року досягала 58 тисяч чоловік.
В січні 1941 року на базі БУДІВНИЦТВА 105 і ВТТ створюються Будівництво 106 і ВТТ для добудови залізничної лінії до Йонського родовища.